# Dirceu José Guimarães
Dirceu José Guimarães, beter bekend als Dirceu, (Curitiba, 15 juni 1952 – Rio de Janeiro, 15 september 1995) was een Braziliaanse voetballer. Hij overleed op 43-jarige leeftijd bij een auto-ongeval.

## Biografie
Dirceu begon zijn carrière bij Curitiba in zijn thuisstad, waar hij twee staatstitels mee won. In 1972 trok hij naar Botafogo, nadat hij opgemerkt werd in het Olympisch elftal en speelde daar tot 1976. Daarna ging hij naar rivaal Fluminense, speelde er aan de zijde van spelers als Rivelino, Carlos Alberto Torres en Paulo César Caju en won met hen het Campeonato Carioca. Hierna maakte hij de overstap naar Vasco da Gama en won daar ook twee keer de titel mee. Zijn goede prestaties op het WK leverde hem in 1978 een transfer op naar het Mexicaanse Club América. Na één jaar trekt hij voor drie seizoenen naar Atlético Madrid. In 1982 ging hij voor Hellas Verona spelen, het kleine team eindigde dat jaar op een respectabele vierde plaats en verloor de finale van de Coppa Italia. De volgende jaren speelde hij nog in de Serie A bij verschillende clubs. In 1987 leidde hij Avellino naar een achtste plaats, de beste in de clubgeschiedenis. Hij keer hierna terug naar Brazilië om voor Vasco da Gama te spelen, maar na een ruzie met de trainer trekt hij naar het Amerikaanse Miami dat getraind wordt door Carlos Alberto Torres. In 1989 ging hij weer naar Italië en speelde er zowel voetbal als futsal. Hij speelde voor het kleine clubje Ebolitana. De club bouwde een nieuw stadion van 15.000 toeschouwers en noemde dit Stadio Dirceu José Guimarães.
Dirceu speelde ook voor het nationale elftal. Hij was er al bij op het WK 1974, waar hij vier wedstrijden speelde. Vier jaar later was hij er opnieuw bij, scoorde drie keer en maakte grote faam. Coach Telê Santana riep hem ook op voor het WK 1982, maar daar kwam hij enkel in de eerste wedstrijd in actie. Door zijn goede prestaties in de Italiaanse Serie A werd hij ook in 1986 opgeroepen voor zijn vierde WK, maar hij blesseerde zich net voor het WK.
Hij vierde in de zomer van 1995 zijn afscheid in een speciale wedstrijd voor 50.000 toeschouwers in Guadalajara. Hij keerde terug naar Brazilië en ging in Rio de Janeiro wonen. Daar raakte hij betrokken bij een auto-ongeval en overleed ter plaatse. Hij liet een zwangere vrouw en drie kinderen achter.